# William A. Clark
William Andrews Clark Sr. (8 de enero de 1839 - 2 de marzo de 1925) fue un político y empresario estadounidense, enriquecido gracias a sus negocios en la minería, la banca y los ferrocarriles. Era conocido como uno de los tres Reyes del Cobre de Montana. 

## Biografía

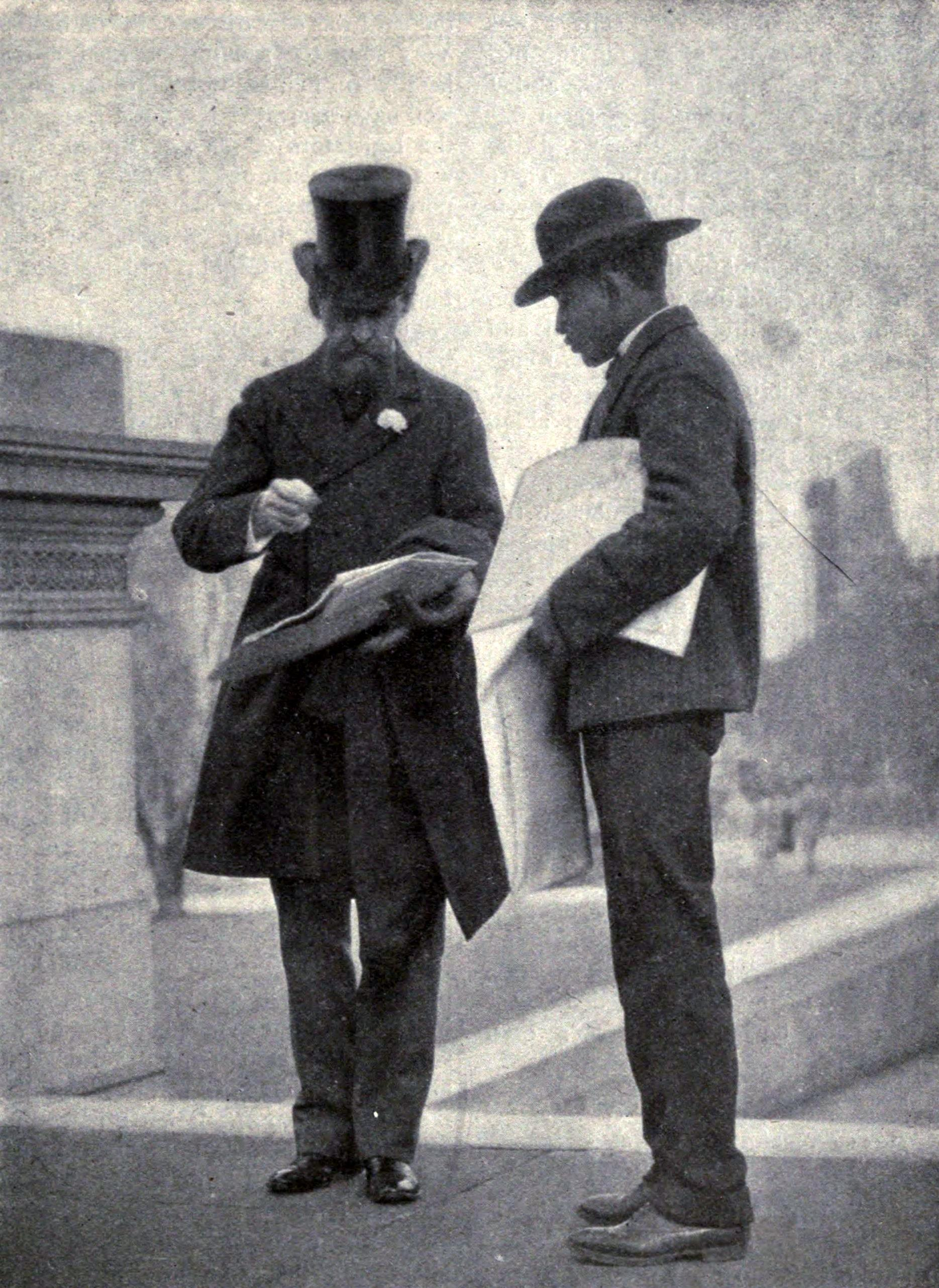
Clark comprando un periódico, hacia 1906

Clark nació en Connellsville, Pensilvania. Se mudó con su familia a Iowa en 1856, donde enseñó en la escuela y estudió leyes en el Iowa Wesleyan College. En 1862, viajó al oeste para convertirse en minero. Después de trabajar en las minas de cuarzo en Colorado, durante 1863 se dirigió a los nuevos campos de oro para encontrar su fortuna en la fiebre del oro de Montana. 
Se estableció en la capital del Territorio de Montana, Bannack, y comenzó a extraer oro de placeres fluviales. Aunque vendió sus derechos por un precio relativamente modesto, invirtió sus ganancias en convertirse en comerciante, conduciendo mulas entre Salt Lake City y las nuevas localidades que estaban creciendo vertiginosamente en Montana, dedicado a transportar alimentos y otros suministros básicos. 
Pronto cambió nuevamente de actividad y se convirtió en banquero en Deer Lodge, Montana. Se hizo con la propiedad de derechos mineros cuando los propietarios incumplían con sus préstamos, circunstancia que lo introdujo en la industria minera. Hizo una fortuna con las minas de cobre, con algunas pequeñas fundiciones, compañías de energía eléctrica, periódicos, ferrocarriles (líneas de tranvía alrededor de Butte, y el "Ferrocarril San Pedro, Los Ángeles y Salt Lake" desde Salt Lake City, Utah, hasta San Pedro y Los Ángeles, California) y con otros negocios, siendo conocido como uno de los tres Reyes del Cobre de Butte, Montana, junto con Marcus Daly y F. Augustus Heinze. 
Entre 1884 y 1888, Clark construyó la llamada mansión Copper King, una casa decorada por Tiffany de 34 habitaciones en West Granite Street, incorporando los inventos más modernos disponibles en la ciudad de Butte, en el estado de Montana. Esta casa es ahora un hotel y museo. En 1899, Clark construyó los jardines Columbia para los niños de Butte. Incluía parterres con flores, un pabellón de baile, un parque de diversiones, un lago y áreas de pícnic. Posteriormente construyó una mansión de 121 habitaciones mucho más grande y más extravagante en la Quinta Avenida de la ciudad de Nueva York (véase William A. Clark House). 
Murió en 1925 y fue enterrado en el Cementerio Woodlawn en el Bronx, Nueva York.

## Carrera política

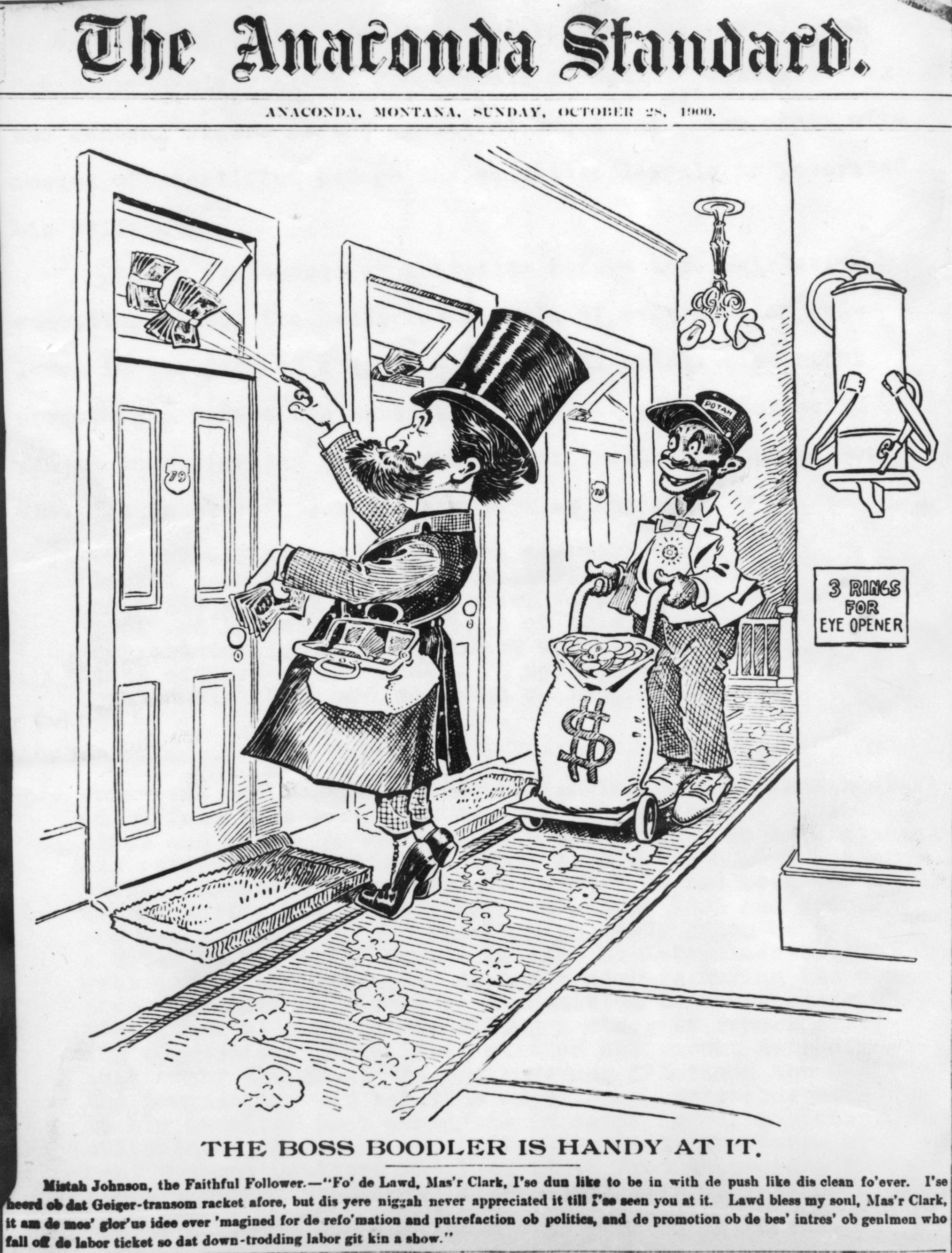
Viñeta política que muestra a Clark sobornando a legisladores estatales (octubre de 1900)

Clark fue presidente de las dos convenciones constitucionales del estado de Montana, en 1884 y 1889. 
Tuvo la ambición de ser un estadista y usó su periódico, el Butte Miner, para impulsar su carrera política. En aquella época, Butte era una de las ciudades más grandes del Oeste de los Estados Unidos. Se convirtió en un héroe en Helena, al hacer campaña para su selección como la capital del Estado de Nevada en lugar de Anaconda. Esta batalla por la capitalidad constituyó un soterrado enfrentamiento entre oriundos irlandeses e ingleses, católicos contra protestantes, y no masones contra masones. El sueño acariciado largo tiempo por Clark de convertirse en senador de los Estados Unidos derivó en un escándalo en 1899, cuando se reveló que había sobornado a miembros de la Legislatura del Estado de Montana a cambio de sus votos (por entonces, los senadores estadounidenses eran elegidos por sus respectivas legislaturas estatales). La corrupción de su elección contribuyó a dar paso a la XVII Enmienda. El Senado se negó a que Clark ocupara su escaño debido al plan de soborno de 1899. Posteriormente, tuvo éxito en una nueva campaña para el Senado, y cumplió un solo mandato desde 1901 hasta 1907. Al responder a las críticas sobre su soborno para la legislatura de Montana, se afirma que Clark dijo: "Nunca compré a un hombre que no estuviera en venta". Murió a la edad de 86 años en su mansión del 962 de la Quinta Avenida de Nueva York. Se estimó que su fortuna ascendía a unos 300 millones (equivalentes a unos 4300 millones de 2020), lo que lo convierte en uno de los estadounidenses más ricos de la historia.
En un ensayo de 1907, Mark Twain, quien era amigo cercano de Henry H. Rogers, organizador de la Amalgamated Copper Mining Company y rival de Clark, describió a este último como la personificación del exceso y la corrupción de la Edad Dorada:

He is as rotten a human being as can be found anywhere under the flag; he is a shame to the American nation, and no one has helped to send him to the Senate who did not know that his proper place was the penitentiary, with a ball and chain on his legs. To my mind he is the most disgusting creature that the republic has produced since Tweed's time.
Es un ser humano tan podrido como [el más podrido que] se pueda encontrar en lugar alguno bajo la bandera; es una vergüenza para la nación estadounidense, y no hay nadie de los que han ayudado a enviarlo al Senado que no supiera que su lugar adecuado era la penitenciaría con una bola y una cadena en las piernas. En mi opinión, es la criatura más repugnante que la república ha producido desde la época de Tweed.

## Familia

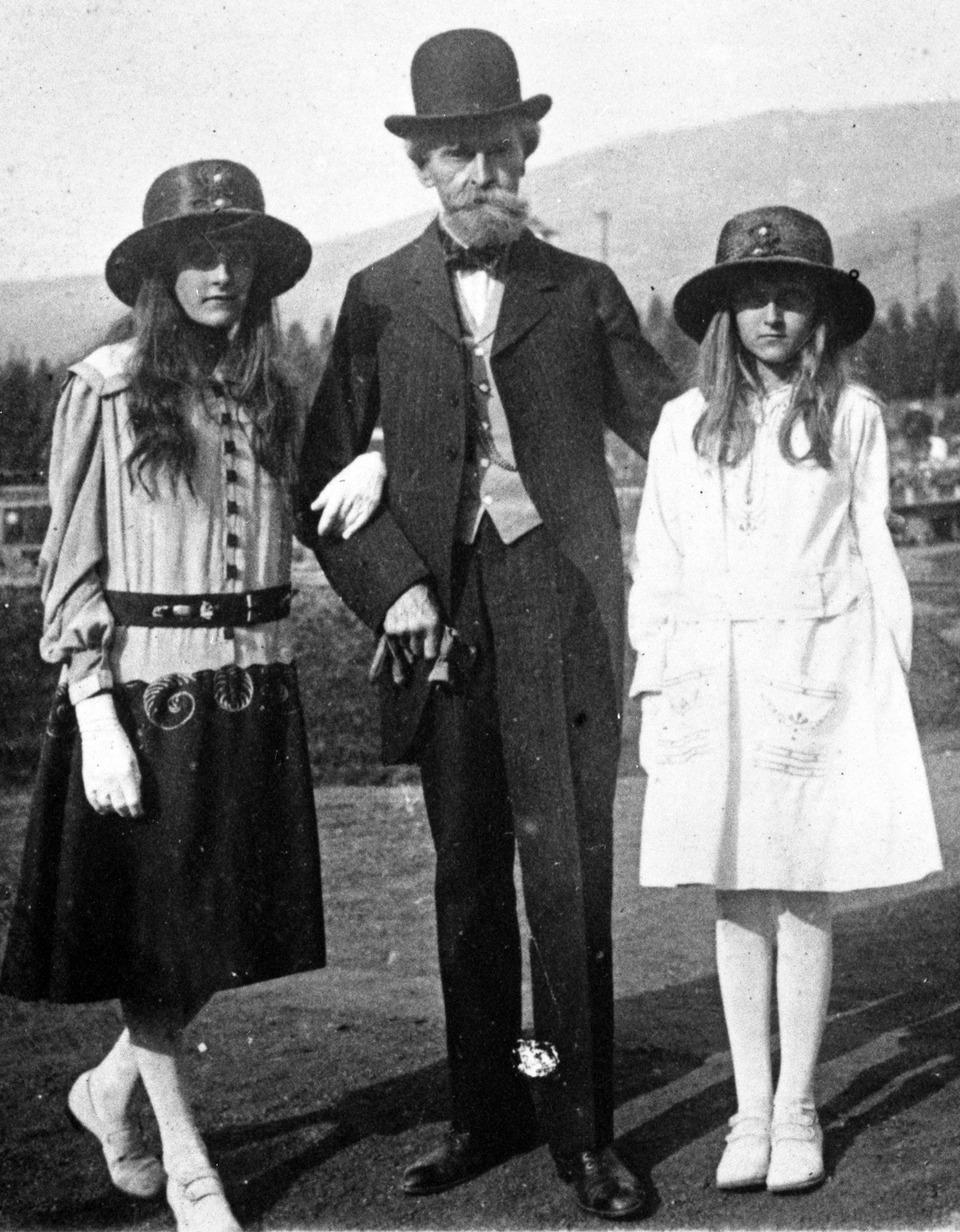
Clark con sus hijas Huguette (derecha) y Andrée (izquierda), hacia 1917

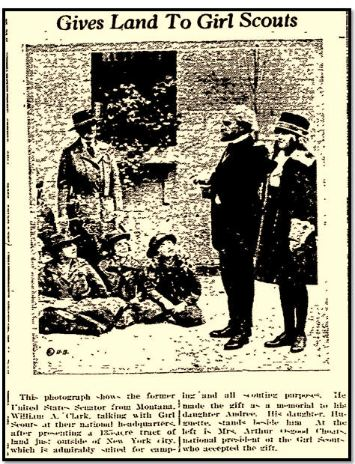
Clark en noviembre de 1920 con su hija, Huguette, donando 54,6 ha a las Girl Scouts después de la muerte de su hija Andrée. La extensión pasó a ser el Camp Andree Clark

Clark se casó dos veces. Su primera esposa fue Katherine Louise "Kate" Stauffer (Pensilvania, 1844 - Nueva York, 1893).
Juntos, tuvieron siete hijos: 
- Mary Joaquina Clark (1870-1939), casada con Everett Mallory Culver, Charles Potter Kling y Marius de Brabant
- Charles Walker Clark (1871-1933), casado con Katharine Quin Roberts y Cecelia "Celia" Tobin
- Hijo sin nombre (1874-1874)[11]
- Jessie Clark (1875-1878)[11]
- Katherine Louise Clark (1875-c.1933), casada con el Dr. Lewis Rutherford Morris (1862-1936)[12]
- William Andrews Clark Jr. (1877-1934), casado con Mabel Foster y Alice McManus
- Paul Francis Clark (1880-1896)

Después de la muerte de Kate en 1893, William se casó con su segunda y última esposa, la mujer que había sido su joven cuidadora, Anna Eugenia La Chapelle (Míchigan, 10 de marzo de 1878 - Nueva York, 11 de octubre de 1963). Afirmaron haberse casado en 1901 en Francia. Anna tenía 23 años y William 62. Tuvieron dos hijas: 
- Louise Amelia Andrée Clark (San Lucas, España, 13 de agosto de 1902 - Rangeley, Maine, 6 de agosto de 1919)
- Huguette Marcelle Clark (9 de junio de 1906 París, Francia - 24 de mayo de 2011, Ciudad de Nueva York)[14]

A principios de 1946, Anna encargó el Cuarteto de Paganini y adquirió los cuatro instrumentos famosos de Stradivarius que una vez fueron de Niccolò Paganini para su uso. 
William Clark donó 135 acres a las Girl Scouts en memoria de su hija, Louise Amelia Andrée, que murió a la edad de 16 años de meningitis y había sido muy feliz allí. El campamento de Girl Scouts en Briarcliff Manor fue nombrado Camp Andree Clark.

### William Andrews Clark Jr.
El hijo de Clark, William Andrews Clark Jr., fundador de la Orquesta Filarmónica de Los Ángeles en 1919, dejó su biblioteca de libros raros y manuscritos a los rectores de la Universidad de California en Los Ángeles. Hoy en día, la Biblioteca William Andrews Clark Memorial está especializada en literatura e historia inglesas desde 1641 hasta 1800, materiales relacionados con Oscar Wilde y sus asociados, e impresiones finas. 

### Huguette Marcelle Clark
Huguette, nacida en París, Francia, en junio de 1906, era conocida como una heredera solitaria y era la hija menor de Clark con su segunda esposa, Anna Eugenia La Chapelle. Se casó una vez, pero se divorció menos de un año después. Llevó una vida solitaria a partir de entonces, comunicándose muy poco con el público, incluida su extensa familia. Vivía en tres magníficos apartamentos, con un total de 42 habitaciones, en la Quinta Avenida de Nueva York, en la calle 72, con vistas a Central Park. En 1991, se mudó de su apartamento en Nueva York y, por el resto de su vida, vivió voluntariamente en varios hospitales de la ciudad de Nueva York. 
En febrero de 2010, se convirtió en el tema de una serie de reportajes de la msnbc.com, después de que se informara que los cuidadores de sus tres residencias (incluida una propiedad de 24 millones de dólares en Connecticut, una extensa finca costera en Santa Bárbara, California y sus apartamentos de la Quinta Avenida, valorados en 100 millones) no la habían visto en décadas. Estos artículos fueron la base para el exitoso libro de 2013 "Empty Mansions: The Mysterious Life of Huguette Clark and the Spending of a Great American Fortune" (Mansiones Vacías: La Misteriosa Vida de Huguette Clark y el Gasto de una Gran Fortuna Estadounidense), escrito por el reportero de investigación Bill Dedman. 
Su residencia final fue el Centro Médico Beth Israel, donde murió la mañana del 24 de mayo de 2011, a la edad de 104 años. La extraordinaria colección de arte y antigüedades de Huguette salió a subasta en Christie's en junio de 2014, más de tres años después de su muerte.

### Walter Clark
El sobrino de Clark, Walter Miller Clark, hijo de James Ross y Miriam Augusta (Evans) Clark, junto con la esposa de Walter, Virginia (McDowell) Clark, eran pasajeros del Titanic. Estaba entre los 1514 pasajeros que murieron el 15 de abril de 1912 después de que el barco chocó contra un iceberg a las 2:20 de la madrugada. Ella sobrevivió y llegó viuda a la ciudad de Nueva York. Algunos de los artículos personales de Clark se recuperaron en el campo de restos durante una expedición al lugar del hundimiento en 1994, identificados por sus iniciales grabadas. Incluían jabón de afeitar, artículos de aseo, gemelos y fichas de juego. La esposa de Walter, Virginia, fue rescatada por el RMS Carpathia.

## Legado
La colección de arte de Clark fue donada a la Galería Corcoran en Washington después de su muerte, lo que enriqueció enormemente las posesiones de arte europeo y estadounidense del museo. La donación de Clark también incluyó la construcción de una nueva ala para el Corcoran, conocida apropiadamente como el Ala Clark. 
La ciudad de Las Vegas se estableció como una parada de mantenimiento para el ferrocarril de Clark, el "San Pedro, Los Angeles and Salt Lake Railroad". Subdividió 110 acres en 1200 lotes, y algunos de ellos (como los situados en la esquina de Fremont Street en Las Vegas) se vendieron entonces por hasta 1750 dólares. El área de Las Vegas se organizó como el condado de Clark, Nevada, en honor de Clark. La participación de Clark en la fundación de Las Vegas es relatada de forma negativa por Chris Romano en el episodio de "Las Vegas" de Comedy Central titulado Drunk History, con Rich Fulcher interpretando a Clark. 

### Clarkdale, Arizona
Clarkdale (Arizona) lleva el nombre de Clark y fue el emplazamiento de las operaciones de fundición de las minas de Clark en las cercanías de Jerome (Arizona). En la ciudad se encuentra la histórica mansión Clark, que sufrió graves daños por un incendio el 25 de junio de 2010. En la localidad también se sitúan el tren del desierto del "Verde Canyon Railroad" (que sigue la ruta histórica que Clark había construido en 1911) y la sede del Museo de Arte Copper.